# Orbán Gergő
Orbán Gergő (Budapest, 1977. május 29.) Lendület ösztöndíjas fizikus.

## Tanulmányai
1995–1998 között az ELTE BSc fizika, majd 1998–2000 között MSc fizika szakára járt, 2001-ben ugyanitt tanári diplomát, majd 2006-ban doktori fokozatot szerzett.

## Szakmai tevékenysége
Posztdoktori munkáját a Collegium Budapest, Institute for Advanced Study intézetben folytatta, majd Swartz posztdoktori ösztöndíjjal kapcsolódott be a Brandeis University Volen Centre-ben folyó kutatásokba. Ezt követően Marie Curie posztdoktori ösztöndíjjal a Cambridge-i Egyetemre került annak gépi tanulással foglalkozó csoportjához.
2012-től a HUN-REN Wigner Fizikai Kutatóközpont (korábban MTA Wigner Fizikai Kutatóközpont) tudományos főmunkatársa.
2012-ben a Lendület program keretében csoportot alapított „A  gépi intelligencia fejlesztése; a környezet jeleit értelmező idegrendszeri számítások vizsgálata” témájában.

## Díjai, elismerései
- Marie Curie-ösztöndíj (2001)
- Lendület ösztöndíj (2012)[4]

## További információ

### Személyes, intézeti honlapok
- Gergő Orbán | CSNL (amerikai angol nyelven). (Hozzáférés: 2018. december 10.)
- Orbán Gergő - ODT Személyi adatlap. doktori.hu. (Hozzáférés: 2018. december 10.)
- ORBÁN, Gergő | cneuro.rmki.kfki.hu. cneuro.rmki.kfki.hu. [2018. november 12-i dátummal az eredetiből archiválva]. (Hozzáférés: 2018. december 10.)
- Gergo Orban's Homepage. www3.eng.cam.ac.uk. University of Cambridge. (Hozzáférés: 2018. december 10.)

### Interjúk, ismeretterjesztés
- Orbán Gergő: Csalhatatlan (?) idegrendszer. VIDEOTORIUM, 2012. november 22. (Hozzáférés: 2018. december 10.)
- Orbán Gergő: Sztochasztikus dinamikán alapuló optimális számítások. VIDEOTORIUM, 2013. december 16. (Hozzáférés: 2018. december 10.)
- Dehir.hu: Magyar tudósok segítenek megérteni, hogy kommunikálnak az idegsejtek (magyar nyelven). www.dehir.hu. (Hozzáférés: 2018. december 10.)
- Balázs, Tóth: Felderítik a látás és a tapasztalat agyi kapcsolatát (magyar nyelven). index.hu, 2018. április 11. (Hozzáférés: 2018. december 10.)

1. 1 2  Curriculum Vitae - Orbán Gergő. golab.wigner.mta.hu. (Hozzáférés: 2018. december 10.)
2. ↑  Gergő Orbán | CSNL (amerikai angol nyelven). (Hozzáférés: 2018. december 10.)
3. ↑  Orbán Gergő - ODT Személyi adatlap. doktori.hu. (Hozzáférés: 2018. december 10.)
4. 1 2  Orbán Gergő Lendület-ösztöndíjas kutató | MTA. mta.hu. (Hozzáférés: 2018. december 10.)
5. ↑  http://golab.wigner.mta.hu/ (amerikai angol nyelven). (Hozzáférés: 2018. december 10.)